# Базарська Колона
Базарська Колона (Базарська Колонія) — колишнє село в Базарській сільській раді Базарського та Народицького районів Житомирської області УРСР.

## Історія
На топографічних картах присутнє з 1939 року як хутір Базарська Колонія.
Станом на 1 вересня 1946 року — село в складі Базарської сільської ради Базарського району Житомирської області.
10 лютого 1952 року значиться на обліку як хутір Базарської сільської ради.
Зняте з обліку 22 березня 1968 року, відповідно до рішення Житомирського обласного виконавчого комітету «Про зміни в адміністративному підпорядкуванні деяких населених пунктів області».